# Ute Keil
Ute Keil (* 1946 in Hamburg) ist eine deutsche Kinderbuchautorin.
Keil kam durch ihre Kinder zum Schreiben und veröffentlichte 1983 ihre erste Geschichte Herr Brumpel und das Gift. Nach einer längeren Pause in den 1990er Jahren, in der ausschließlich Kurzgeschichten erschienen sind, hat Keil seit 1996 wieder Bücher auf den Markt gebracht. Keil schreibt hauptsächlich Bücher für Kinder im Grundschulalter.

## Werke (Auswahl)
- 1985: Die Hexe Trudelzahn
- 1987: Kellergeschichten
- 1987: Janka heizt allen ein
- 1989: Man nehme vier Quitzel... Opa macht Geschichten
- 1996: Der Erziehungsroboter
- 2001: Der falsche Weihnachtsmann, Illustrationen: Dieter Konsek

| Personendaten    | Personendaten              |
| ---------------- | -------------------------- |
| NAME             | Keil, Ute                  |
| KURZBESCHREIBUNG | deutsche Kinderbuchautorin |
| GEBURTSDATUM     | 1946                       |
| GEBURTSORT       | Hamburg                    |